# Ayumi Hara
Ayumi Hara (原 歩 Hara Ayumi?), född 21 februari 1979, är en japansk tidigare fotbollsspelare.
Ayumi Hara debuterade för japans landslag den 17 maj 1998 i en 1–2-förlust mot USA. Hon spelade 42 landskamper för det japanska landslaget. Hon deltog bland annat i fotbolls-VM 1999, fotbolls-VM 2007 och OS 2008.